# Agave rhodacantha
Agave rhodacantha ist eine Pflanzenart aus der Gattung der Agaven (Agave). Ein englischer Trivialname ist „Century Plant“.

## Beschreibung
Agave rhodacantha bildet einen kurzen Stamm. Sie wächst einzeln oder formt mehrköpfige große Rosetten. Sie erreichen Wuchshöhen von 200 bis 300 cm und einen Durchmesser von 300 bis 500 cm. Die variablen, hartfaserigen, glatten, linealisch, grünen bis bläulichen Blätter sind 140 bis 250 cm lang und 8 bis 15 cm breit. Die welligen Blattränder sind gezahnt. Der dunkelbraune Enddorn ist 1 bis 2,5 cm lang.
Der rispige, breite Blütenstand wird 7 bis 9 m hoch. Die grünen bis gelben Blüten sind 55 bis 65 mm lang und erscheinen im oberen Bereich des Blütenstandes und reichen bis zur Spitze, an unregelmäßig, locker, angeordneten, großen Verzweigungen. Die becherförmige Blütenröhre ist 8 bis 10 mm lang.
Die länglichen dreikammerigen Kapselfrüchte sind 70 bis 80 mm lang und 25 bis 30 mm breit. Die schwarzen Samen sind bis 10 mm lang und bis 8 mm breit.

## Systematik und Verbreitung
Agave rhodacantha wächst in Mexiko in den Bundesstaaten Sonora, Sinaloa, Nayarit, Jalisco, Puebla und Oaxaca an feuchten Gebirgshängen bis 1000 m Höhe. Sie ist vergesellschaftet mit Kakteen- und Sukkulentenarten.
Die Erstbeschreibung durch William Trelease ist 1920 veröffentlicht worden.
Agave rhodacantha ist ein Vertreter der Gruppe Rigidae. Typisch sind die langen, steifen Blätter, die riesigen Blütenständen mit den großen langgestielten Früchten. Sie ist nahe verwandt mit Agave vivipara, jedoch sind Unterschiede in Form, Größe und Blattstruktur erkennbar.